# جيوفري باورز
جيوفري باورز (بالإنجليزية: Geoffrey Bowers)‏ هو محامي ومحامي أمريكي، ولد في 29 ديسمبر 1953 في كامبريدج في الولايات المتحدة، وتوفي في 30 سبتمبر 1987 في بوسطن في الولايات المتحدة بسبب إيدز.